# Eremophila pilosa
Eremophila pilosa är en flenörtsväxtart som beskrevs av Chinnock. Eremophila pilosa ingår i släktet Eremophila och familjen flenörtsväxter. Inga underarter finns listade i Catalogue of Life.